# 烟厂站
烟厂站是哈尔滨轨道交通1号线的车站，位于中华人民共和国黑龙江省哈尔滨市南岗区燎原街道与荣市街道交界三姓街与燎原街交叉口地下，是在既有“7381”车站位置上的新建车站，本站在2013年9月26日开通使用。
车站以临近哈尔滨卷烟厂命名。
烟厂站位于东大直街下，三姓街与燎原街之间。车站附近有黑龙江烟草工业有限责任公司、南岗区质监局、腾龙景观广场等，最近的公交车站为烟厂站。

## 结构
烟厂站为侧式站台地下车站。
| 地面              | 出入口 | 1-4出入口 |
| 地下一层          | 站厅   | 客服中心、自动售票机、验票机 |
| 地下二层          | 站台层 | \| 側式 · 開右邊车门 \| \| \| \| \| \| █ 1号线往新疆大街（医大一院） \| \| \| \| █ 1号线往哈尔滨东站（工程大学） \| \| 側式 · 開右邊车门 \| \| \| |
| 側式 · 開右邊车门 |        | |
|                   |        | █ 1号线往新疆大街（医大一院） |
|                   |        | █ 1号线往哈尔滨东站（工程大学） |
| 側式 · 開右邊车门 |        | |

## 车站周边
- 黑龙江烟草工业有限责任公司
- 光大银行

## 外链
- 哈尔滨地铁网烟厂站

Template:哈尔滨轨道交通4号线